# SHFV-Pokal 2018/19
Der SHFV-Pokal 2018/19 war die 66. Austragung des schleswig-holsteinischen Verbandspokals der Männer im Amateurfußball. Der Pokalsieger qualifizierte sich für die erste Hauptrunde im DFB-Pokal 2019/20.

## Spielmodus
Es wurde zunächst versucht, in 90 Minuten einen Gewinner auszuspielen. Nach einem unentschiedenen Spielstand kam es wie in anderen Pokalwettbewerben zu einer dreißigminütigen Verlängerung und, falls immer noch kein Sieger feststand, im Anschluss zu einem Elfmeterschießen.

## Teilnehmende Mannschaften
Alle schleswig-holsteinischen Mannschaften, die in der Vorsaison oberhalb der Oberliga Schleswig-Holstein spielten, waren automatisch qualifiziert. Ausgenommen war der Zweitligist Holstein Kiel, da die Vereine der Bundesliga und 2. Bundesliga nicht an den Verbandspokalen teilnehmen und automatisch für den DFB-Pokal qualifiziert sind. Zudem qualifizierten sich die Kreispokalsieger der 12 Kreisfußballverbände und der Sieger des Flens-Cups Meister der Meister. Zweitmannschaften waren nicht teilnahmeberechtigt.
Folgende Mannschaften waren somit für den SHFV-Pokal 2018/19 qualifiziert (in der Klammer ist die Ligenzugehörigkeit in dieser Spielzeit angegeben):
| Vereine der Regionalliga Nord 2017/18 - SC Weiche Flensburg 08 (IV) - VfB Lübeck (IV) - Eutin 08 (V) | Kreispokalsieger 2017/18 - Herzogtum Lauenburg: SV Grün-Weiß Siebenbäumen (VI) - Kiel: TSV Bordesholm (V) - Lübeck: TSV Schlutup (VII) - Neumünster: PSV Union Neumünster (V) - Nordfriesland: Husumer SV (VI) - Ostholstein: NTSV Strand 08 (V) - Plön: TSV Plön (VII) - Rendsburg-Eckernförde: TuS Jevenstedt (VI) - Schleswig-Flensburg (inkl. Flensburg): IF Stjernen Flensborg (VI) - Segeberg: SV Todesfelde (V) - Stormarn: SV Preußen Reinfeld (VI) - Westküste (Dithmarschen, Steinburg): Heider SV (V) | Meister der Meister 2017/18 - Inter Türkspor Kiel (V) |

| Ligaebene in Klammern: IV = Regionalliga Nord • V = Oberliga Schleswig-Holstein • VI = Landesligen • VII = Verbandsligen |

## Achtelfinale
Die 16 Mannschaften spielten in dieser Runde die acht Viertelfinalisten aus. Die Spiele fanden zwischen dem 7. und dem 31. Juli 2018 statt.
| Datum                 |                           | Ergebnis |                        |
| --------------------- | ------------------------- | -------- | ---------------------- |
| 07.07.2018, 15:00 Uhr | SV Preußen Reinfeld       | 3:0      | PSV Union Neumünster   |
| 07.07.2018, 16:00 Uhr | TSV Schlutup              | 0:4      | TuS Jevenstedt         |
| 08.07.2018, 15:00 Uhr | SV Grün-Weiß Siebenbäumen | 0:2      | Heider SV              |
| 10.07.2018, 19:00 Uhr | IF Stjernen Flensborg     | 0:4      | SC Weiche Flensburg 08 |
| 10.07.2018, 19:15 Uhr | Inter Türkspor Kiel       | 3:0      | Eutin 08               |
| 12.07.2018, 19:30 Uhr | Husumer SV                | 3:4      | SV Todesfelde          |
| 14.07.2018, 16:00 Uhr | TSV Plön                  | 0:4      | NTSV Strand 08         |
| 31.07.2018, 19:30 Uhr | VfB Lübeck                | 3:0      | TSV Bordesholm         |

## Viertelfinale
Die acht Mannschaften spielten in dieser Runde die vier Halbfinalisten aus. Die Spiele fanden zwischen dem 21. Juli und dem 14. August 2018 statt.
| Datum                 |                | Ergebnis |                        |
| --------------------- | -------------- | -------- | ---------------------- |
| 21.07.2018, 14:00 Uhr | Heider SV      | 0:1      | SC Weiche Flensburg 08 |
| 24.07.2018, 19:00 Uhr | SV Todesfelde  | 2:0      | Inter Türkspor Kiel    |
| 28.07.2018, 16:00 Uhr | TuS Jevenstedt | 1:5      | SV Preußen Reinfeld    |
| 14.08.2018, 18:30 Uhr | NTSV Strand 08 | 1:2      | VfB Lübeck             |

## Halbfinale
In diesen zwei Partien werden die beiden Finalisten des Pokals ermittelt.
| Datum                 |                     | Ergebnis |                        |
| --------------------- | ------------------- | -------- | ---------------------- |
| 03.10.2018, 14:00 Uhr | SV Preußen Reinfeld | 0:2      | SC Weiche Flensburg 08 |
| 03.10.2018, 14:00 Uhr | SV Todesfelde       | 0:3      | VfB Lübeck             |

## Finale
| VfB Lübeck                                       | VfB Lübeck | SC Weiche Flensburg 08 | SC Weiche Flensburg 08 |
| ------------------------------------------------ | --- | --- | ---------------------- |
| VfB Lübeck                                       | \| 25. Mai 2019 in Lübeck (Stadion an der Lohmühle) \| \| Ergebnis: 1:0 (0:0) \| \| Zuschauer: 3.771 \| \| Schiedsrichter: Malte Göttsch (Stuvenborn) \| \| Spielbericht \|                                                                            | \| 25. Mai 2019 in Lübeck (Stadion an der Lohmühle) \| \| Ergebnis: 1:0 (0:0) \| \| Zuschauer: 3.771 \| \| Schiedsrichter: Malte Göttsch (Stuvenborn) \| \| Spielbericht \|                                                                | SC Weiche Flensburg 08 |
| VfB Lübeck                                       | Benjamin Gommert – Daniel Halke, Tommy Grupe, Tim Weißmann – Sven Mende, Marvin Thiel, Florian Riedel, Dennis Hoins (82. Aleksandar Nogovic), Krešimir Matovina – Patrick Hobsch, Ahmet Arslan (90+5. Stefan Richter) Cheftrainer: Rolf Martin Landerl | Florian Kirschke – Christian Jürgensen, Jonas Walter, Torge Paetow – Patrick Thomsen, Finn Wirlmann (37. Kevin Schulz), Kevin Njie – Dominic Hartmann, Ilídio – Gökay Işıtan (79. Nico Empen), Marvin Ibekwe Cheftrainer: Daniel Jurgeleit | SC Weiche Flensburg 08 |
| VfB Lübeck                                       | 1:0 Arslan (86., Foulelfmeter) | | SC Weiche Flensburg 08 |
| VfB Lübeck                                       | Theil (45.), Arslan (82.) | Wirlmann (34.) | SC Weiche Flensburg 08 |
| 25. Mai 2019 in Lübeck (Stadion an der Lohmühle) | | |                        |
| Ergebnis: 1:0 (0:0)                              | | |                        |
| Zuschauer: 3.771                                 | | |                        |
| Schiedsrichter: Malte Göttsch (Stuvenborn)       | | |                        |
| Spielbericht                                     | | |                        |